# Stagno di Paule Tabentis
Lo stagno di Paule Tabentis è una zona umida situata in prossimità della costa occidentale della Sardegna, all'altezza del golfo di Oristano. Appartiene amministrativamente al comune di Santa Giusta.

Lo stagno ricade all'interno dell'area SIC ITB030016 che condivide con gli stagni di Santa Giusta e Pauli Figu e  Paule Tonda.